# Wahl des Staatsrats der Republik Krim 2019
- KPRF: 5
- ER: 60
- LDPR: 10

Die Wahl des Staatsrats der Republik Krim 2019 wurde am 8. September 2019 abgehalten. Gewählt wurden die 75 Mitglieder des Staatsrats der Republik Krim. Die Regierungspartei Einiges Russland kam auf eine absolute Mehrheit der Stimmen und Mandate, musste jedoch Einbußen hinnehmen.

## Wahlrecht
Angewandt wurde ein Grabenwahlsystem: 50 Abgeordnete wurden nach Verhältniswahl, 25 nach Mehrheitswahl in Einmandatswahlkreisen bestimmt. Für die Verhältniswahl bestand eine 5-Prozent-Hürde.
Die Abgeordneten wurden für eine Amtszeit von 5 Jahren gewählt.

## Ergebnis

Stimmenanteil von Einiges Russland bei der Verhältniswahl (oben) und der Mehrheitswahl (unten)

| Partei                          | Verhältniswahl | Verhältniswahl | Verhältniswahl | Verhältniswahl | Verhältniswahl | Mehrheitswahl | Mehrheitswahl | Gesamt  | Gesamt |
| Partei                          | Stimmen        | %              | +/−            | Mandate        | +/−            | Mandate       | +/−           | Mandate | +/−    |
| ------------------------------- | -------------- | -------------- | -------------- | -------------- | -------------- | ------------- | ------------- | ------- | ------ |
| Einiges Russland                | 268.400        | 54,70 %        | −15,48 %       | 35             | −10            | 25            | ±0            | 60      | −10    |
| LDPR                            | 82.629         | 16,84 %        | +8,35 %        | 10             | +5             | 0             | ±0            | 10      | +5     |
| KPRF                            | 40.336         | 8,22 %         | +3,74 %        | 5              | +5             | 0             | ±0            | 5       | +5     |
| Kommunisten Russlands           | 19.769         | 4,03 %         | +1,92 %        | 0              | ±0             | 0             | ±0            | 0       | ±0     |
| Gerechtes Russland              | 19.385         | 3,95 %         | +2,11 %        | 0              | ±0             | 0             | ±0            | 0       | ±0     |
| Russische Partei der Pensionäre | 17.830         | 3,63 %         | +1,70 %        | 0              | ±0             | 0             | ±0            | 0       | ±0     |
| Rodina                          | 13.298         | 2,71 %         | +0,06 %        | 0              | ±0             | 0             | ±0            | 0       | ±0     |
| Patrioten Russlands             | 4.377          | 0,89 %         | −0,28 %        | 0              | ±0             | 0             | ±0            | 0       | ±0     |
| Einzelbewerber                  |                |                |                |                |                | 0             | ±0            | 0       | ±0     |
|                                 |                |                |                |                |                |               |               |         |        |
| Ungültige Stimmen               | 24.619         | 5,02 %         | +1,47 %        |                |                |               |               |         |        |
| Gesamt                          | 490.643        | 100,00 %       | —              | 50             | ±0             | 25            | ±0            | 75      | ±0     |

Die Wahlbeteiligung betrug 33,28 %.

## Folgen
Am 20. September 2019 wurde Sergei Aksjonow (Einiges Russland) mit 74 Stimmen zum Oberhaupt der Republik Krim gewählt. Mit 67 Stimmen wurde Juri Gozanjuk (Einiges Russland) am 1. Oktober 2019 zum Premierminister gewählt.